# Bongkasa
Bongkasa is een bestuurslaag in het regentschap Badung van de provincie Bali, Indonesië. Bongkasa telt 5457 inwoners (volkstelling 2010).